# 16367 Astronomiasvecia
16367 Astronomiasvecia è un asteroide della fascia principale esterna. Scoperto nel 1980, presenta un'orbita caratterizzata da un semiasse maggiore pari a 2,866096 UA e da un'eccentricità di 0,107797, inclinata di 12,973095° rispetto all'eclittica. Ha un diametro di 5,853 km e un'albedo di 0,247.
Il nome celebra nel 2019 il centenario della Società Astronomica Svedese (Svenska astronomiska sällskapet), fondata nel 1919.
Fa parte della famiglia di asteroidi San Marcello.